# Função de distribuição de metalicidade
A função de distribuição de metalicidade é um conceito importante na evolução estelar e galáctica. É uma curva que mostra a proporção de estrelas que têm uma metalicidade específica ([Fe/H], a abundância relativa de ferro e hidrogênio) de uma população de estrelas, como em um aglomerado ou galáxia.
Os MDFs são usados para testar diferentes teorias de evolução galáctica. Grande parte do ferro em uma estrela terá vindo de supernovas do tipo Ia anteriores. Outros metais [alfa] podem ser produzidos em supernovas de colapso do núcleo.